# Optička rotacija
Optička rotacija (optička aktivnost) je okretanje ravni linearno polarizovane svetlosti oko pravca kretanja, kad svetlost prolazi kroz pojedine materijale. Do toga dolazi u rastvorima hiralnih molekula kao što je saharoza (šećer), čvrstih materijala sa rotiranim kristalnim ravnima kao što je kvarc, i spin-polarizovanim gasovima atoma ili molekula. Ona se koristi u industriji šećera za merenje koncentracije sirupa, u optici za manipulisanje polarizacije, u hemiji za karakterizaciju supstanci u rastvoru, i u optičkoj mineralogiji kao jedan od načina identifikacije pojedinih minerala analizom tankih preseka. Optička rotacija potencijalno može da služi kao metod za merenje koncentracije krvnog šećera kod osoba sa dijabetesom. 

## Literatura
- Eugene Hecht, Optics, 3rd Ed., Addison-Wesley, 1998,  0-201-30425-2
- Akhlesh Lakhtakia, Beltrami Fields in Chiral Media Архивирано на веб-сајту  (13. март 2012), World Scientific, Singapore, 1994
- A step by step tutorial on Optical Rotation